# Richard Petruška
Richard Petruška (ur. 25 stycznia 1969 w Levicach) – słowacki koszykarz, występujący na pozycjach skrzydłowego oraz środkowego, mistrz NBA z 1994.

## Osiągnięcia
NCAA
- Uczestnik rozgrywek Round of 32 turnieju NCAA (1993)

NBA
- Mistrz NBA (1994)[2]

Inne
- Zdobywca Pucharu Koracia (2001)[1]
- 2. miejsce w Pucharze Koracia (2000)[1]
- Uczestnik ACB Final Four (2001)[3]
- Lider ligi włoskiej w blokach (1996)
- 3-krotnie Najlepszy Koszykarz Słowacji (1998, 1999, 2000)[3]
- II skład najlepszych obcokrajowców ligi tureckiej (1999)[3]

Reprezentacja
- Brązowy medalista mistrzostw Europy U–18 (1988)[4]
- Uczestnik:
  - mistrzostw Europy:
    - 1991 – 6. miejsce[3]
    - U–18 (1986 – 8. miejsce, 1988)[5]

  - eliminacji do mistrzostw Europy (1995, 1997, 1999, 2001)[5]